# Acmaeodera alacris
Acmaeodera alacris  (лат.) — вид жуков-златок рода Acmaeodera из подсемейства Polycestinae (Acmaeoderini). Распространён в Новом Свете (США). Кормовым растением имаго являются Cercidium plurifoliolatum, Prosopsis juliflora (Nelson 1967a:23), а у личинок — неизвестны. Вид был впервые описан в 1878 году американским энтомологом Хорном (George Henry Horn, 1840—1892).